# Jarosław Marek Rymkiewicz

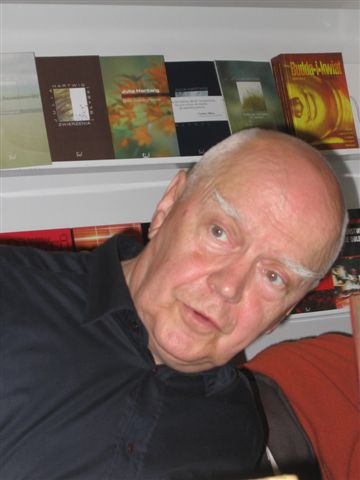
Jarosław Marek Rymkiewicz (2006)

Jarosław Marek Rymkiewicz (* 13. Juli 1935 in Warschau; † 3. Februar 2022 in Warschau) war ein polnischer Lyriker, Dramatiker, Literaturhistoriker und Übersetzer. Er gilt als einer der „Barden der konservativen Revolution“ in Polen, der sich der Partei PiS verschrieb.

## Leben
Rymkiewicz war der Sohn des Schriftstellers Władysław Rymkiewicz. Während der Besatzungszeit lebte Rymkiewicz in Warschau. Nach der Niederschlagung des Warschauer Aufstands hielt er sich bis März 1945 in Gołków auf. Nach dem Zweiten Weltkrieg siedelte seine Familie nach Łódź um, wo er das Gymnasium besuchte. Nach seinem Abitur 1952 studierte er Polonistik an der Universität Łódź. Mit dem Gedicht Trwoga debütierte er 1954, das in der Zeitschrift Łódź Literacka publiziert wurde. Von 1955 bis 1957 war er literarischer Leiter des Teatr Ziemi Łódzkiej. Er erwarb 1956 den Magister und wurde als wissenschaftlicher Assistent an der Universität Łódź angestellt. 1965 war er literarischer Leiter am Neuen Theater Łódź und zog nach Warschau, wo er als Assistent am Institut für Literaturforschung der Polnischen Akademie der Wissenschaften angestellt wurde. Mit der Arbeit Studia nad topiką śródziemnomorską w poezji polskiej I połowy XX w. (Topika idylli ogrodowej) promovierte er 1966. Im darauffolgenden Jahr erhielt er eine Anstellung als wissenschaftlicher Mitarbeiter und wurde mit dem Kościelski-Preis ausgezeichnet. 
1984 habilitierte er mit der Arbeit Aleksander Fredro jest w złym humorze. 1985 wurde er aus politischen Gründen entlassen und wurde erst 1989 wieder angestellt. 1994 wurde er zum Professor ernannt, 1995 zum außerordentlichen Professor und 1997 zum ordentlichen Professor am Instytut Badań Literackich. Er wohnte in Milanówek.

## Rezeption
Rymkiewicz gilt als ein „Barde“ der Partei „Recht und Gerechtigkeit“ (PiS) unter Jarosław Kaczyński. Auch wurde er als „konservativer Jakobiner“ bezeichnet, worüber er Befriedigung äußerte.

## Publikationen

### Dramen
- Eurydyka, czyli każdy umiera tak, jak mu wygodniej, 1957
- Odys w Berdyczowej, 1958
- Król w szafie, 1960
- Lekcja anatomii profesora Tulpa, 1964
- Król Mięsopust, 1970
- Porwanie Europy, 1971
- Ułani. Komedia serio w 3 aktach, 1975
- Dwór nad Narwią, 1979

### Lyrik
- Konwencje, 1957
- Człowiek z głową jastrębia, 1960
- Metafizyka, 1963
- Animula, 1964
- Kwiat nowy starych romanc, czyli imitacje i przekłady hiszpańskich romances, 1966
- Anatomia, 1970
- Co to jest drozd?, 1973
- Wybór wierszy, 1976
- Thema regium, 1978
- Poezje wybrane, 1981
- Ulica Mandelsztama i inne wiersze z lat 1979–1983, 1983
- Moje dzieło pośmiertne, 1993
- Znak niejasny, baśń półżywa, 1999
- Zachód słońca w Mialnówku, 2002
- Cicho ciszej. Wybrane wiersze z lat 1963–2002, 2003
- Do widzenia gawrony, 2006
- Wiersze polityczne, 2010
- Pastuszek Chełońskiego, 2014
- Koniec lata w zdziczałym ogrodzie, 2015